# Мокви (река)
Мо́кви, Мо́ква, Мыку (абх. Мықә [Мыку], груз. მოქვი [Мокви]) — река в Абхазии. Длина реки - 41 км. Площадь водосборного бассейна — 336 км². Средний расход воды — 18,1 м³/с.
Исток находится на южных склонах Кодорского хребта, в частности, хребта Охуцке, юго-восточнее горы Адуада (2775 м) и озера Адуеда-Адзыш. Река протекает по территории Очамчырского района Абхазии. Впадает в Чёрное море к северо-западу от города Очамчира.
Питание ледниковое и дождевое. На берегах реки находятся крупные сёла: Арасадзых, Тхина, Мокви, Джал, Араду, Маркула.
Крупные притоки — справа — Улыс (впадает в селении Арасадзых) и Дуаб (впадает в районе сёл Члоу, Моква и Джал).